# Hilary Ostrowski
Hilary Ostrowski syn Józefa i Marianny z Łaszczyńskich, (ur. 14 stycznia 1788, zm. 6 października 1870 w Lelewie) – tajny radca, marszałek szlachty guberni płockiej.
W dniu 2(14) października 1839 roku otrzymał od cesarza Mikołaja I herb Dąbrowo-Korab oraz potwierdzenie szlachectwa. 

## Życiorys
Był on między innymi: Tajnym Radcą, Sekretarzem Skarbu Państwa Królestwa Polskiego, Dyrektorem Wydziału Kontroli Jeneralnej i Podatków stałych w Komisji Rządowej Przychodów i Skarbu Królestwa Polskiego, marszałkiem szlachty guberni płockiej (w spisie szlachty zapisany pod pozycją jeden), urzędnikiem zasłużonym, właścicielem majątku Tułowice koło Sochaczewa (w latach 1866-1870), założycielem wsi Hilarów nieopodal Tułowic (wioska do dziś nosi tę nazwę).
Był on także właścicielem licznych dóbr położonych w Powiecie Pułtuskim przeniesionych w 1842 roku przez Radę Administracyjną Królestwa Polskiego do obwodu płockiego z racji nadania Ostrowskiemu godności marszałka szlachty guberni płockiej i konieczności zamieszkiwania przez niego w obwodzie płockim. Do dóbr Hilarego Ostrowskiego należały: folwark Pieścirogi - Budy i Pieścirogi Olszany - Morgi (od 1820 roku), wieś Czajki, Kosewo-Mokrzyce, Malczyn, Wymysły, Łyczno i Chlebiotki.
Członek z urzędu Towarzystwa Rolniczego w Królestwie Polskim w 1858 roku.
Zamieszkiwał on w Warszawie przy ulicy Świętokrzyskiej 1327 B (dom Rozalii Rzewuskiej). Wraz z innymi marszałkami szlachty podał się do dymisji 27 lutego 1861 r., w akcie protestu przeciwko 5 ofiarom śmiertelnych rozruchów w Warszawie. Oficjalnie, 5 maja 1861 roku, wraz ze zwinięciem działalności Heroldii - zwolniono wszystkich marszałków.
Zmarł w swoim majątku Lelewo koło Nasielska. Pochowany na cmentarzu parafialnym w Cieksynie w powiecie Nowy Dwór Mazowiecki, gdzie do dziś przetrwała górna część jego grobowca wykutego w piaskowcu. 
Więcej informacji o Hilarym Ostrowskim można znaleźć w Archiwum w Sochaczewie. 
Zapisany w Spisie Szlachty Królestwa Polskiego, z dodaniem krótkiej informacji o dowodach szlachectwa, Drukarnia Stanisława Strąbskiego, Warszawa 1851, s. 176.
Dwukrotnie żonaty. Po raz pierwszy z Józefą, córką kpt. Józefa Lemańskiego herbu Bukowczyk i Magdaleny z Zalewskich. Ślubowali w Jazgarzewie 4 lutego 1815 roku. Józefa była wdową po Tadeuszu Maszewskim dzierżawcy majątku Chorynów. Zmarła niosąc pomoc rannym i chorym powstańcom listopadowym. Drugą żoną Hilarego została Kamila z Tabędzkich, córka Józefa i Amalii. Ich ślub odbył się w Warszawie 9 października 1835 roku. 
Jeden ze spadkobierców Hilarego Ostrowskiego Robert Ostrowski wraz z żoną Julią z Michałowskich odziedziczył po nim dobra Pieścirogi oraz Kosewo i Mokrzyce. Udało mu się znacznie rozbudować folwark i zbudować dwór w Pieścirogach Olszanach. Jednak tak on jak i inni spadkobiercy Hilarego Ostrowskiego z czasem wpadli w kłopoty finansowe, typowe dla sytuacji ówczesnej szlachty po powstaniu styczniowym i uwłaszczeniu przez carat chłopów. W księgach hipotecznych można znaleźć wzmianki o jego długach i pożyczkach obciążających majątki. Natomiast inny spadkobierca Hilarego Ostrowskiego Michał Ostrowski pod koniec XIX wieku był już tylko administratorem cudzych majątków w pobliżu Nasielska. Stało się tak, ponieważ Michał Ostrowski uczestniczył w powstaniu styczniowym 1863 roku, za co został zesłany na Syberię, a jego majątek władze carskie skonfiskowany. Udało mu się zbiec z zesłania. Zmarł już w niepodległej Polsce.